# Mare Erythraeum
El Mare Erythraeum es una vasta región de color oscuro del planeta Marte que puede ser observada desde la Tierra por un pequeño telescopio. Su nombre procede de la forma latina del mar Rojo, debido a que en el pasado se pensó que esta zona era un gran mar de agua líquida. El Mare Erythraeum fue incluido en el mapa de Marte de Percival Lowell (1895).